# Clyde-Streaker
Als Streaker (englisch streak für flitzen) wurden drei in den 1970er-Jahren gebaute Fährschiffe der Reederei Caledonian MacBrayne bezeichnet.

## Geschichte
Die Fähren wurden in den 1970er-Jahren gebaut. Die ersten beiden Einheiten entstanden 1973/74 auf der Werft James Lamont & Co. in Port Glasgow, die dritte Einheit 1977/78 auf der Werft Ailsa Shipbuilding Company in Troon.
Die Schiffe wurden in erster Linie für den Fährdienst über den Firth of Clyde zwischen Greenock und Dunoon auf der Halbinsel Cowal sowie zwischen Wemyss Bay und Rothesay auf der Isle of Bute eingesetzt. Im Laufe ihrer Dienstzeit wurden sie aber zeitweise auch auf anderen Strecken eingesetzt.
Die Schiffe fuhren unter der Flagge des Vereinigten Königreichs, Heimathafen war Glasgow. Benannt waren sie nach römischen Gottheiten.

## Beschreibung
Die Schiffe wurden von zwei Viertakt-Achtzylinder-Dieselmotoren des Herstellers Mirrlees Blackstone in Stamford angetrieben. Die Motoren mit 2000 PS Leistung wirkten auf zwei Voith-Schneider-Propeller, von denen jeweils einer im Bug- bzw. Heckbereich installiert war. Die Schiffe waren dadurch relativ schnell und sehr wendig. Dies brachte ihnen die Bezeichnung „Streaker“ ein.
Die Decksaufbauten befanden sich im vorderen Bereich der Schiffe. Auf dem Hauptdeck befand sich unter anderem ein Aufenthaltsraum für Passagiere. Ein weiterer Aufenthaltsraum mit einem Selbstbedienungsrestaurant befand sich auf dem darüberliegenden Deck. Hinter den Decksaufbauten befand sich ein offenes Fahrzeugdeck. Dieses war über eine Heckrampe und zwei hinter den Decksaufbauten angeordnete Seitenrampen zugänglich. Auf dem Fahrzeugdeck fanden rund 40 Pkw Platz.
Die Schiffe waren weitestgehend baugleich, unterschieden sich aber geringfügig bezüglich ihrer Abmessungen und der Vermessung. Deutliche Unterschiede gab es in Bezug auf die Brückenaufbauten. Die zuerst gebaute Jupiter war zunächst mit einer Brücke und seitlichen, offenen Nocken gebaut worden, während die Juno über dem Brückendeck ein weiteres, offenes Deck erhielt, nachdem sich herausgestellt hatte, dass die Sicht von den niedrigeren Nocken der Jupiter teilweise eingeschränkt war. Rund ein Jahr nach der Indienststellung wurde auch auf der Jupiter ein zusätzliches Deck über dem Brückendeck eingebaut. Bei der später gebauten Saturn wurde die Brücke ein Deck höher gebaut, so dass die Nocken bereits auf der Höhe des zusätzlichen Decks der beiden zuvor gebauten Schiffe waren. Durch die höhere Brücke ergab sich die Möglichkeit, den Außenbereich des zwei Decks tiefer liegenden Passagierdecks nach vorne zu erweitern, so dass hier ein zusätzlicher Bereich für Passagiere war und diese den Blick nach vorne genießen konnten. Ein weiterer optischer Unterschied war der hintere Mast, der bei den beiden zuerst gebauten Fähren Jupiter und Juno auf Höhe der Schornsteine hinter den Seitenrampen angebracht war und das Fahrzeugdeck überspannte, während er sich bei der Saturn im hinteren Bereich der Decksaufbauten befand.

## Schiffe

### Jupiter

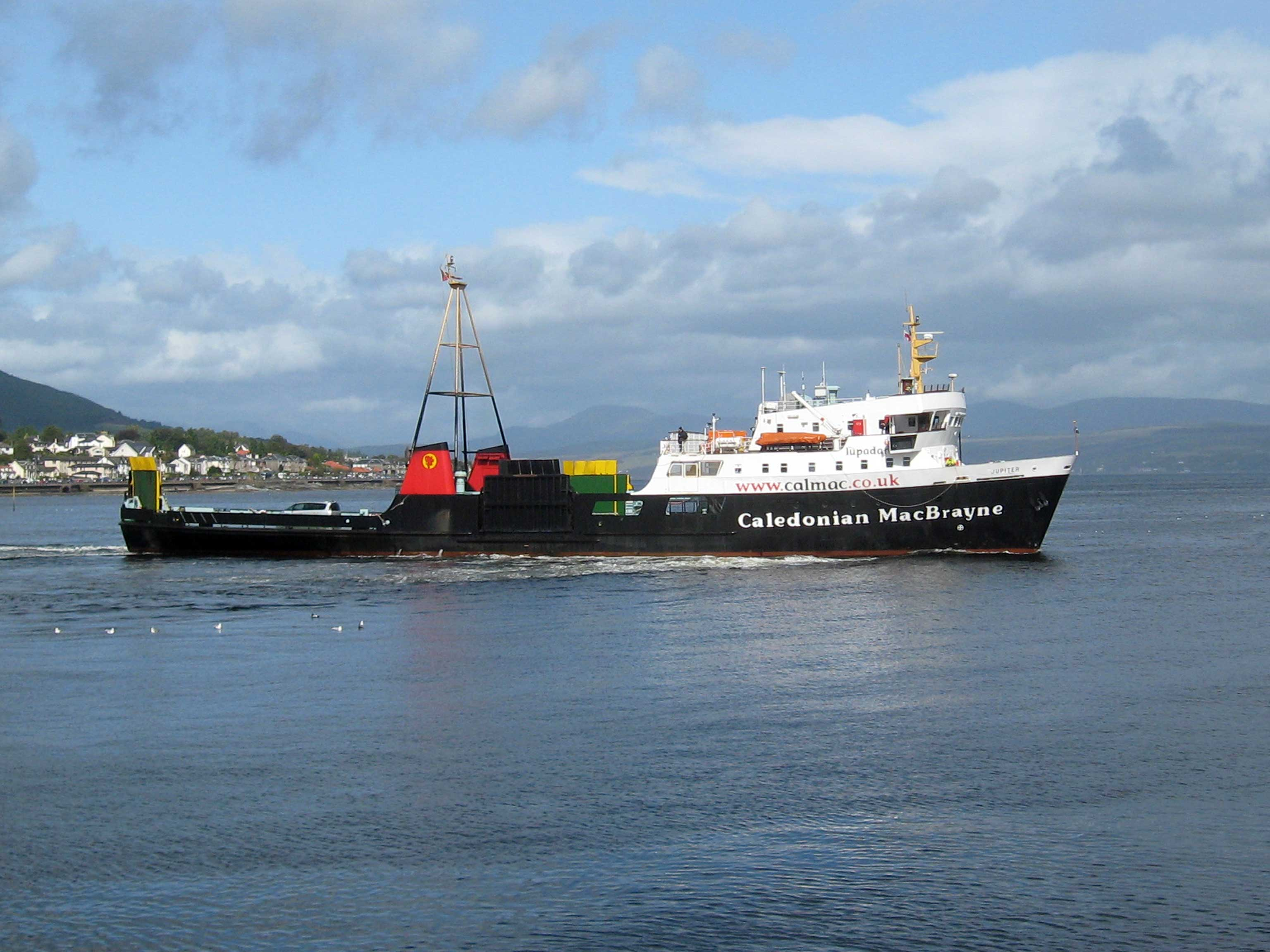
Jupiter

Die Jupiter (IMO-Nr. 7341051) wurde unter der Baunummer 418 auf der Werft James Lamont & Co. gebaut. Die Kiellegung des Schiffes fand im Oktober 1972, der Stapellauf am 27. November 1973 statt. Die Fertigstellung des Schiffes erfolgte im März 1974. Das Schiff wurde am 19. März 1974 auf der Strecke zwischen Gourock und Dunoon in Dienst gestellt.
1982 wurde die Fähre für Fahrten in den weniger geschützten Gewässern im Süden des Firth of Clyde ausgerüstet, so dass sie auch auf der Strecke zwischen Ardrossan und Brodick auf der Isle of Arran eingesetzt werden konnte. Zeitweise wurden auch Fahrten von Wemyss Bay nach Brodick angeboten. Ab Mitte der 1980er-Jahre wurde das Schiff im Wechsel mit der Juno und der Saturn auf der Strecke zwischen Gourock und Dunoon und der Strecke zwischen Wemyss Bay und Rothesay eingesetzt. Dies endete erst mit der Indienststellung der Bute im Sommer 2005.
Ende August 2005 wurde das Schiff temporär aus der Fahrt genommen und in Rosneath aufgelegt. Ab Anfang Juni 2006 wurde es dann wieder zwischen Gourock und Dunoon eingesetzt. 2011 wurde das Schiff außer Dienst gestellt und ab Juli 2011 bei Fornæs Skibsophug in Grenaa verschrottet.

### Juno

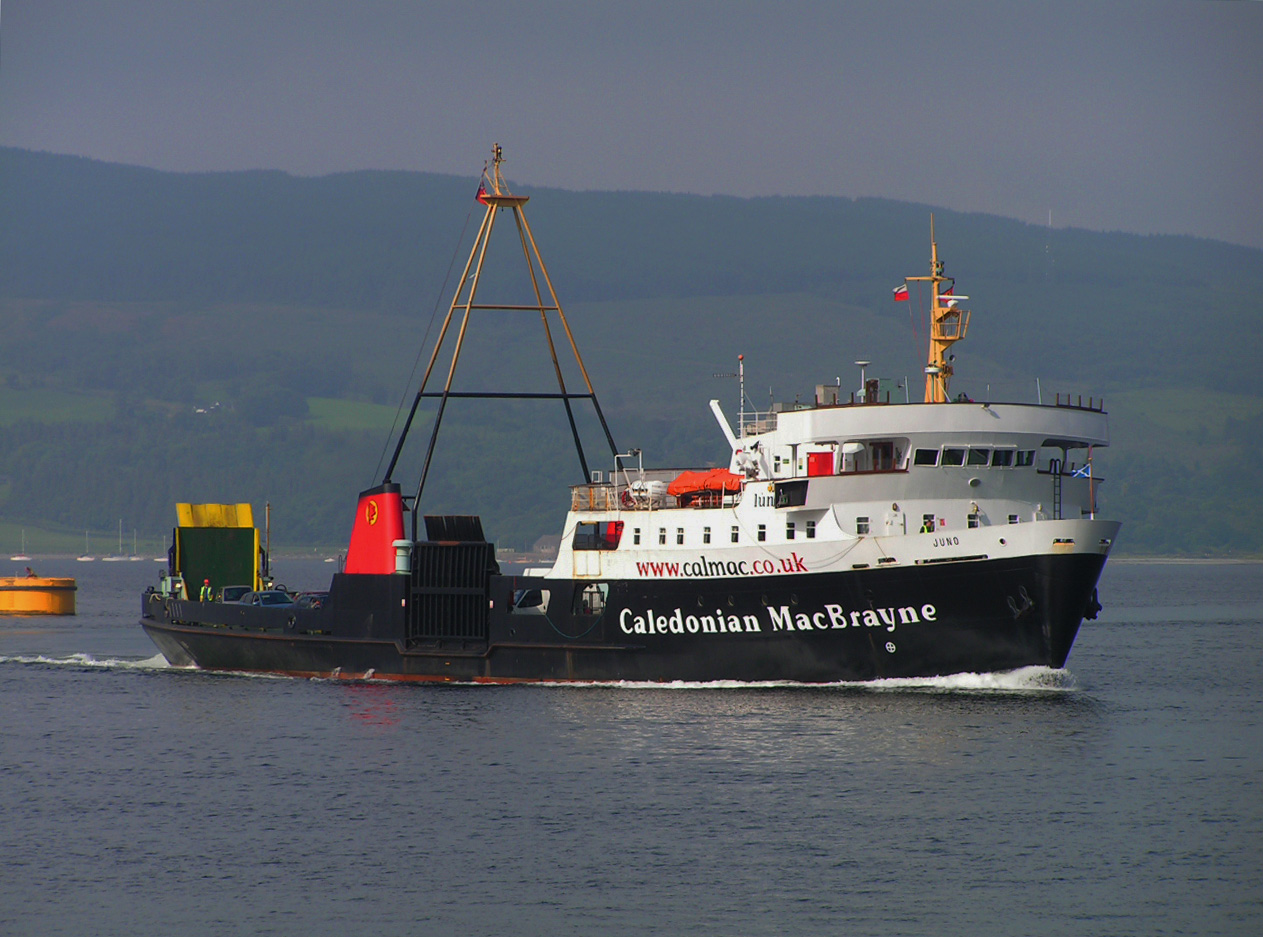
Juno

Die Juno (IMO-Nr. 7341063) wurde unter der Baunummer 419 auf der Werft James Lamont & Co. gebaut. Die Kiellegung des Schiffes fand im November 1972, der Stapellauf am 16. Mai 1973 statt.
Das Schiff wurde am 2. Dezember 1974 auf der Strecke zwischen Gourock und Dunoon in Dienst gestellt, wo es zusammen mit der Jupiter verkehrte.
Ab Mitte der 1980er-Jahre wurde das Schiff im Wechsel mit der Jupiter und der Saturn auf der Strecke zwischen Gourock und Dunoon und der Strecke zwischen Wemyss Bay und Rothesay eingesetzt. Dies endete erst mit der Indienststellung der Bute im Sommer 2005. Die Juno wurde in der Folge in erster Linie auf der Strecke zwischen Wemyss Bay und Rothesay eingesetzt.
Von November 2006 bis Januar 2007 war das Schiff in Rosneath aufgelegt. 2011 wurde es außer Dienst gestellt und ab Mai 2011 bei DRB Marine Services in Rosneath verschrottet.

### Saturn

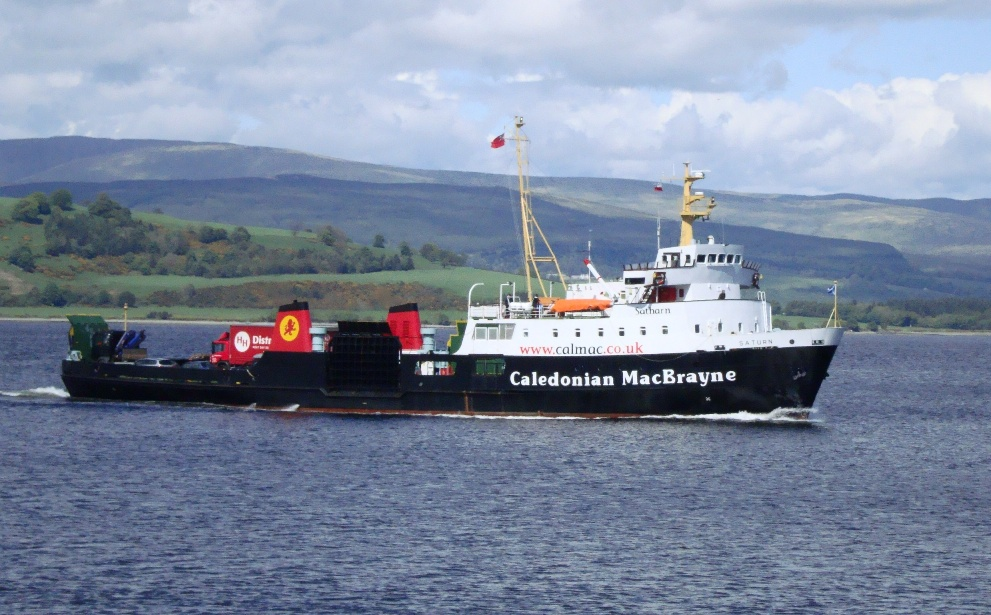
Saturn

Die Saturn (IMO-Nr. 7615490) wurde unter der Baunummer 552 auf der Werft Ailsa Shipbuilding Company gebaut. Die Kiellegung des Schiffes fand im Dezember 1976, der Stapellauf am 30. Juni 1977 statt.
Das Schiff wurde am 2. Februar 1978 auf der Strecke zwischen Wemyss Bay und Rothesay in Dienst gestellt, wo es die Glen Sannox ersetzte.
Ab Mitte der 1980er-Jahre wurde das Schiff im Wechsel mit der Jupiter und der Juno auf der Strecke zwischen Gourock und Dunoon und der Strecke zwischen Wemyss Bay und Rothesay eingesetzt. Dies endete erst mit der Indienststellung der Bute im Sommer 2005 auf der Strecke zwischen Wemyss Bay und Rothesay. In der Folge wurde die Fähre für Fahrten in den weniger geschützten Gewässern im Süden des Firth of Clyde ausgerüstet und anschließend auf der Strecke zwischen Ardrossan und Brodick auf der Isle of Arran eingesetzt. Später verkehrte sie auch wieder auf der Strecke zwischen Gourock und Dunoon.
Von Herbst 2006 bis Februar 2007 war das Schiff in Rosneath aufgelegt. Bis zur Indienststellung der Argyle im Mai 2007 verkehrte es dann wieder auf seiner ursprünglichen Stammstrecke zwischen Wemyss Bay und Rothesay. Anschließend wurde es in erster Linie zwischen Ardrossan und Brodick auf der Isle of Arran eingesetzt, wo es in den Sommermonaten die dort verkehrende Caledonian Isles unterstützte.
Das Schiff wurde im September 2011 außer Dienst gestellt und in Rosneath aufgelegt. 

#### Orcadia

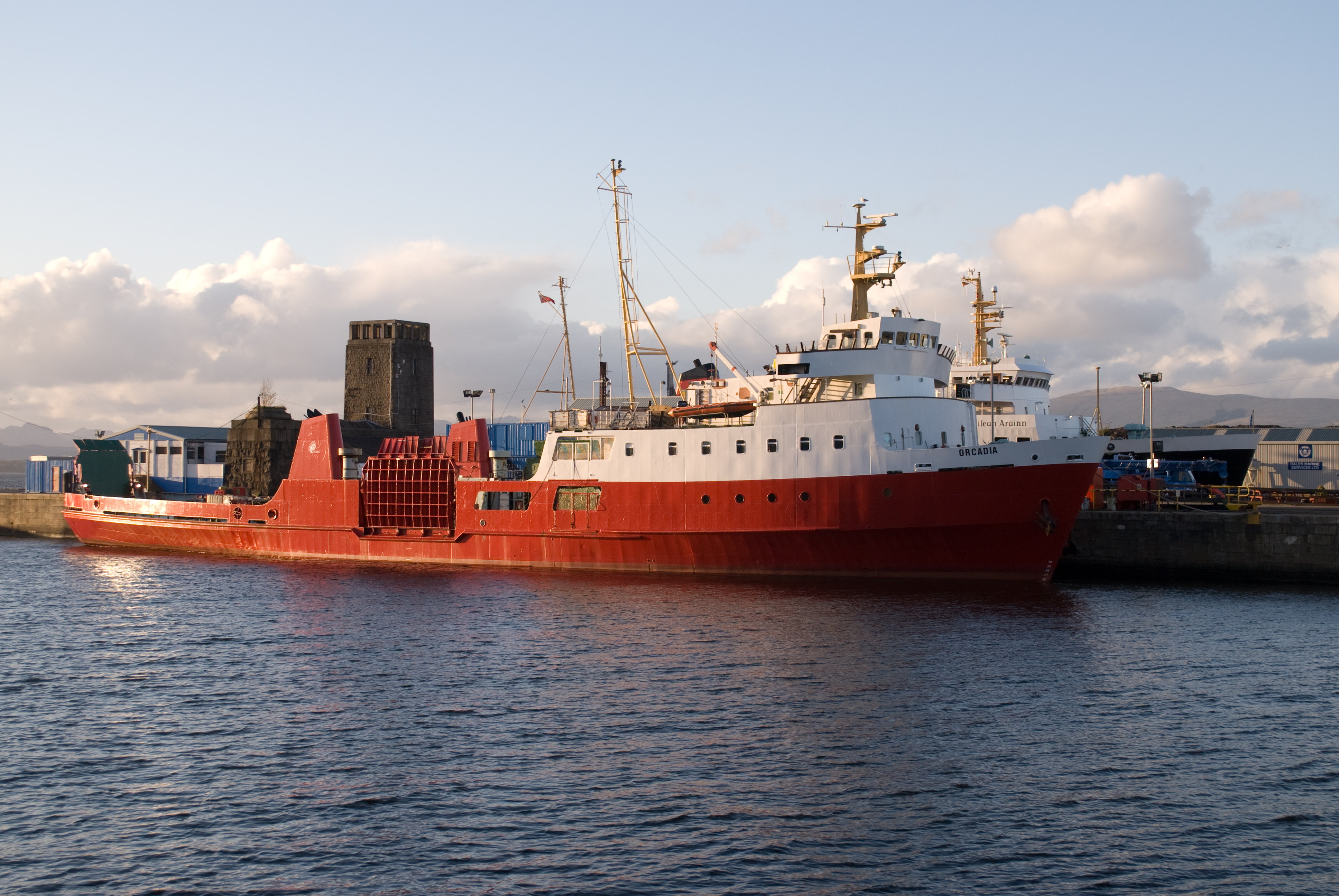
Orcadia

Im Februar 2015 wurde es an Pentland Ferries verkauft. Neuer Name des Schiffes wurde Orcadia. Pentland Ferries wollte die Fähre als Reserve im Falle eines Ausfalls des von der Reederei eingesetzten Katamarans Pentalina sowie als Frachtfähre nutzen. Außerdem war der Einsatz als Arbeitsplattform und Unterstützungsschiff für die Offshore-Industrie rund um die Orkney und im Pentland Firth vorgesehen.
Nachdem das Schiff überwiegend ungenutzt im Hafen lag, wurde es von Pentland Ferries Anfang 2017 zum Verkauf ausgeschrieben. Ab Herbst 2017 war es in St Margaret’s Hope aufgelegt. Das Schiff wurde 2021 nach Griechenland verkauft und in Orion umbenannt. Nur zwei Jahre später wurde das Schiff unter dem Namen Orion K nach Togo weiterverkauft.